# Sporobolus coahuilensis
Sporobolus coahuilensis là một loài thực vật có hoa trong họ Hòa thảo. Loài này được J.Valdés miêu tả khoa học đầu tiên năm 1978.